# Pallacanestro Cantù 1992-1993
Questa voce raccoglie le informazioni riguardanti la Pallacanestro Cantù nelle competizioni ufficiali della stagione 1992-1993.

## Stagione
La stagione 1992-1993 della Pallacanestro Cantù sponsorizzata Shampoo Clear, è la 38ª nel massimo campionato italiano di pallacanestro, la Serie A1.
Lo staff tecnico durante l'estate aveva lavorato per il mantenimento del gruppo al quale vennero aggiunti il regista Luigi Corvo ed il rientrante Enrico Milesi.
La stagione iniziò con molteplici impegni: in Coppa Italia vennero battute la Sidis Reggio Emilia, la Panasonic Reggio Calabria e approdarono ai quarti contro la Knorr Bologna. Anche in Coppa Korać l'esordio fu dolce contro l'Amicale Steinsel. Poi ci furono un paio di battute d'arresto in campionato e la sconfitta nel doppio confronto in Coppa contro la Knorr Bologna. Tuttavia dopo cinque vittorie di fila in campionato ci fu anche l'approdo alla fase a gironi della Coppa Korać. In questo modo la Pallacanestro Cantù chiuse il girone d'andata al secondo posto dietro solo alla Knorr Bologna. Il ritorno fu tutto diverso, con quattro sconfitte nelle prime cinque partite, mentre in Coppa i canturini riuscirono a primeggiare nel loro girone e ai quarti si trovarono di fronte la Phonola Caserta. La sorte volle che canturini e casertani si affrontarono per ben tre volte nel giro di una settimana (campionato più andata e ritorno in Coppa) e tutte e tre le volte ne uscirono vincitori. Così in semifinale ci fu di nuovo la sfida contro la Philips Milano come nella stagione 1988-1989. Questa volta però passarono i cugini milanesi e Cantù esclusa dalla Coppa non seppe ritrovare il passo dell'andata, così concluse la stagione regolare al quinto posto. Ai playoff vennero battute prima la Glaxo Verona e nei quarti la Stefanel Trieste, dopo aver espugnato il campo nemico in gara-1. La Pallacanestro Cantù tornò così fra le migliori quattro dopo due anni di assenza. In semifinale i canturini incontrarono ancora la Knorr Bologna, in cui dopo un buon inizio dovettero arrendersi già in gara-2.

## Roster
|    | Naz.                   | Ruolo | Sportivo          |  |  |  | Note |
| -- | ---------------------- | ----- | ----------------- |  |  |  | ---- |
| 4  | Italia (bandiera)      | P     | Luigi Corvo       |  |  |  |      |
| 6  | Italia (bandiera)      | A     | Enrico Milesi     |  |  |  |      |
| 7  | Italia (bandiera)      | AG    | Alberto Tonut     |  |  |  |      |
| 8  | Italia (bandiera)      | AG    | Beppe Bosa        |  |  |  |      |
| 9  | Italia (bandiera)      | P     | Alberto Rossini   |  |  |  |      |
| 10 | Italia (bandiera)      | G     | Andrea Gianolla   |  |  |  |      |
| 11 | Stati Uniti (bandiera) | C     | Adrian Caldwell   |  |  |  |      |
| 15 | Italia (bandiera)      | C     | Angelo Gilardi    |  |  |  |      |
| 18 | Stati Uniti (bandiera) | G     | Pace Mannion      |  |  |  |      |
|    | Italia (bandiera)      | PG    | Alberto Angiolini |  |  |  |      |
| -  | Italia (bandiera)      | AG    | Pietro Bianchi    |  |  |  |      |
| -  | Italia (bandiera)      |       | Stefano Mantica   |  |  |  |      |
|    | Italia (bandiera)      | ALL   | Fabrizio Frates   |  |  |  |      |

## Mercato
| Acquisti | Acquisti      | Acquisti      | Acquisti   |
| R.       | Nome          | da            | Modalità   |
| -------- | ------------- | ------------- | ---------- |
| P        | Luigi Corvo   | Pall. Firenze | definitivo |
| A        | Enrico Milesi |               | definitivo |

| Cessioni | Cessioni           | Cessioni | Cessioni       |
| R.       | Nome               | a        | Modalità       |
| -------- | ------------------ | -------- | -------------- |
| P        | Eros Buratti       |          | fine contratto |
| A        | Alessandro Zorzolo |          | fine contratto |